# Clidemia aphanantha
Clidemia aphanantha är en tvåhjärtbladig växtart som först beskrevs av Charles Victor Naudin, och fick sitt nu gällande namn av Paul Antoine Sagot. Clidemia aphanantha ingår i släktet Clidemia och familjen Melastomataceae. Inga underarter finns listade i Catalogue of Life.